# Krajputasz
Krajputasz (serb. Крајпуташ) – rodzaj pomnika nagrobnego, cenotafu, formy upamiętnienia osób, które po śmierci nie powróciły do rodzinnych stron. Spotykany głównie w zachodniej Serbii, ale także w Bośni, Hercegowinie i w Czarnogórze.

## Tradycja pustych grobów
Tradycja stawiania przydrożnych krajputaszy nawiązuje do pamiątkowych kurhanów stawianych przez Słowian, które służyły upamiętnieniu zmarłych, ale nie chowano w nim ciał. Zwyczaj ten rozwinął się w XIX wieku, a zwłaszcza w czasie wojen bałkańskich i I wojny światowej, kiedy większość krajputaszy służyła upamiętnieniu żołnierzy, którzy nie wrócili z wojny do rodzinnej wsi. Serbskie krajputasze przyjmowały najczęściej formę kamiennego lub drewnianego sześcianu o wysokości 100-150 cm. Początkowo pokrywano je epitafiami, z czasem rzeźbiono na nich postacie zmarłych, pokrywając je żywymi kolorami. Niejednokrotnie epitafia na krajputaszach bywały złośliwe lub ironicznie, w odniesieniu do osoby, do której się odnosiły. Stawiano je przy drogach stąd nazwa (serb.kraj puta - skraj drogi), ale także na skrzyżowaniach dróg i przy źródłach wody. Stawianie symbolicznego grobu osobie, która zmarła daleko od domu jest związane z przekonaniem, że dusza znajduje w nim swoje miejsce i przestaje wędrować po świecie (przestaje też zagrażać osobom żyjącym). Krajputasze stały się także formą upamiętnienia lokalnych bohaterów. Tradycja stawiania pustych grobów dla uczczenia poległych bohaterów została przywrócona w Serbii w latach 90. XX w., w tym czasie coraz częściej spotykano takie formy upamiętniania w miastach.

## Krajputasz w Goračići
Najbardziej rozbudowane epitafium wśród zachowanych krajputaszy znajdowało się we wsi Goračići k. Dragačeva. Epitafium zostało poświęcone Petarovi Joksimoviciowi, uczestnikowi powstań przeciwko Turkom osmańskim.
Tutaj spoczywa sługa Boży Petar Joksimović, mieszkaniec wsi Goračići, który walczył razem z Karađorđe w pierwszym powstaniu w 1804 roku i brał udział we wszystkich wojnach aż do 1813, kiedy Serbia powróciła w ręce tureckie, a on Petar wyskoczył z okopów pod Deligradem i przedarł się przez linie tureckie, zaś w 1815 wraz z Milošem Obrenoviciem i innymi książętami na Čačaku pokonał Turków, wtedy to wypędzono Turków aż do Belicy i zdobyto na nich mnóstwo broni

## Krajputasze w kulturze serbskiej
Obowiązująca w Jugosławii od 1988 ustawa o bezpieczeństwie ruchu drogowego wprowadzała zakaz stawiania pomników i innych znaków pamiątkowych w bezpośrednim sąsiedztwie drogi. Mimo wprowadzonego zakazu krajputasze nie od razu zniknęły z poboczy dróg. Współcześnie większość z nich została usunięta z miejsc, gdzie zostały pierwotnie umieszczone i znalazły się w kolekcjach muzealnych. Liczny zbiór tego rodzaju pomników znajduje się w Muzeum Etnograficznym w Belgradzie. Do krajputaszy odwoływał się w swojej twórczości rzeźbiarz Bogić Risimović.

## Galeria

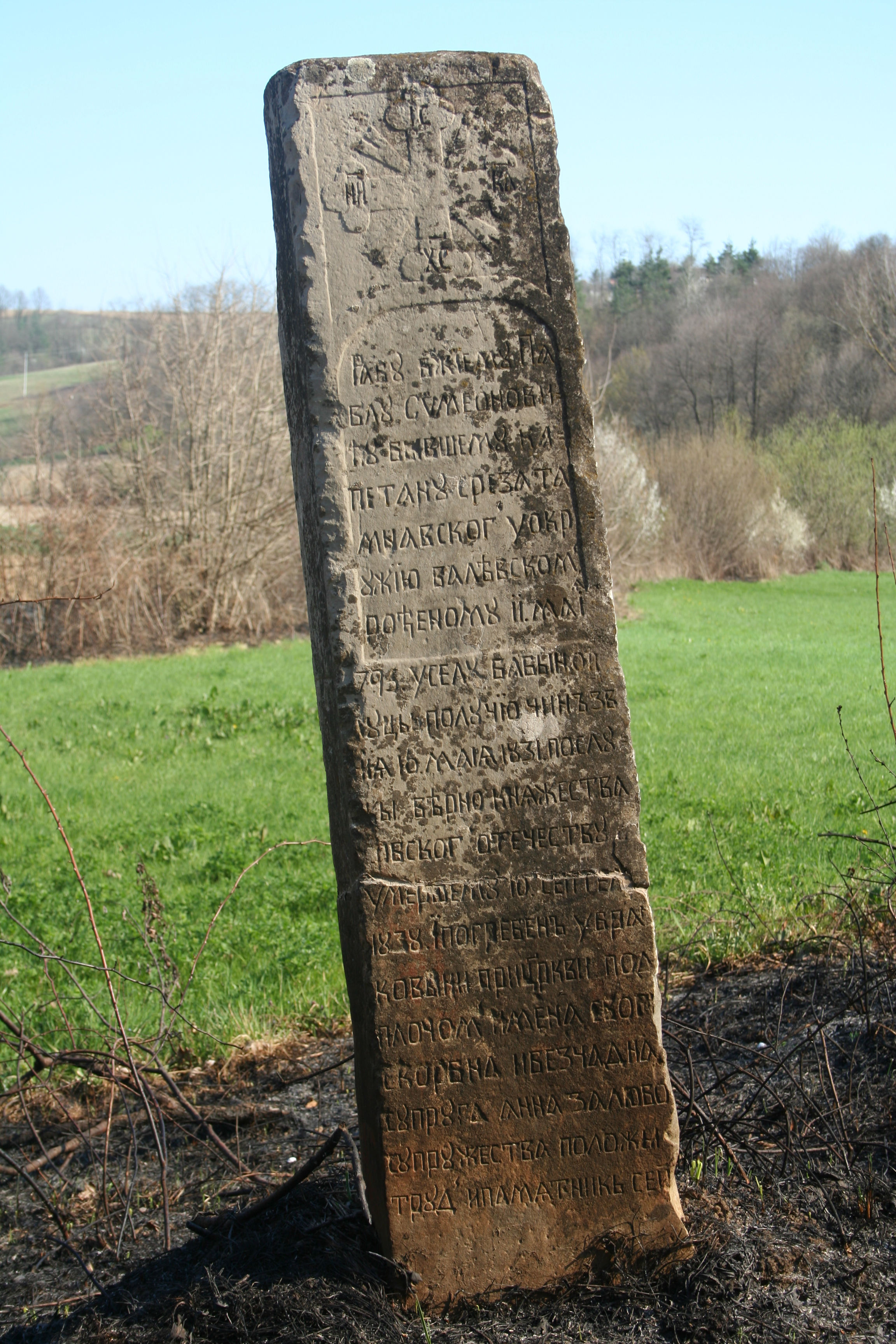
Krajputasz we wsi Babina Luka
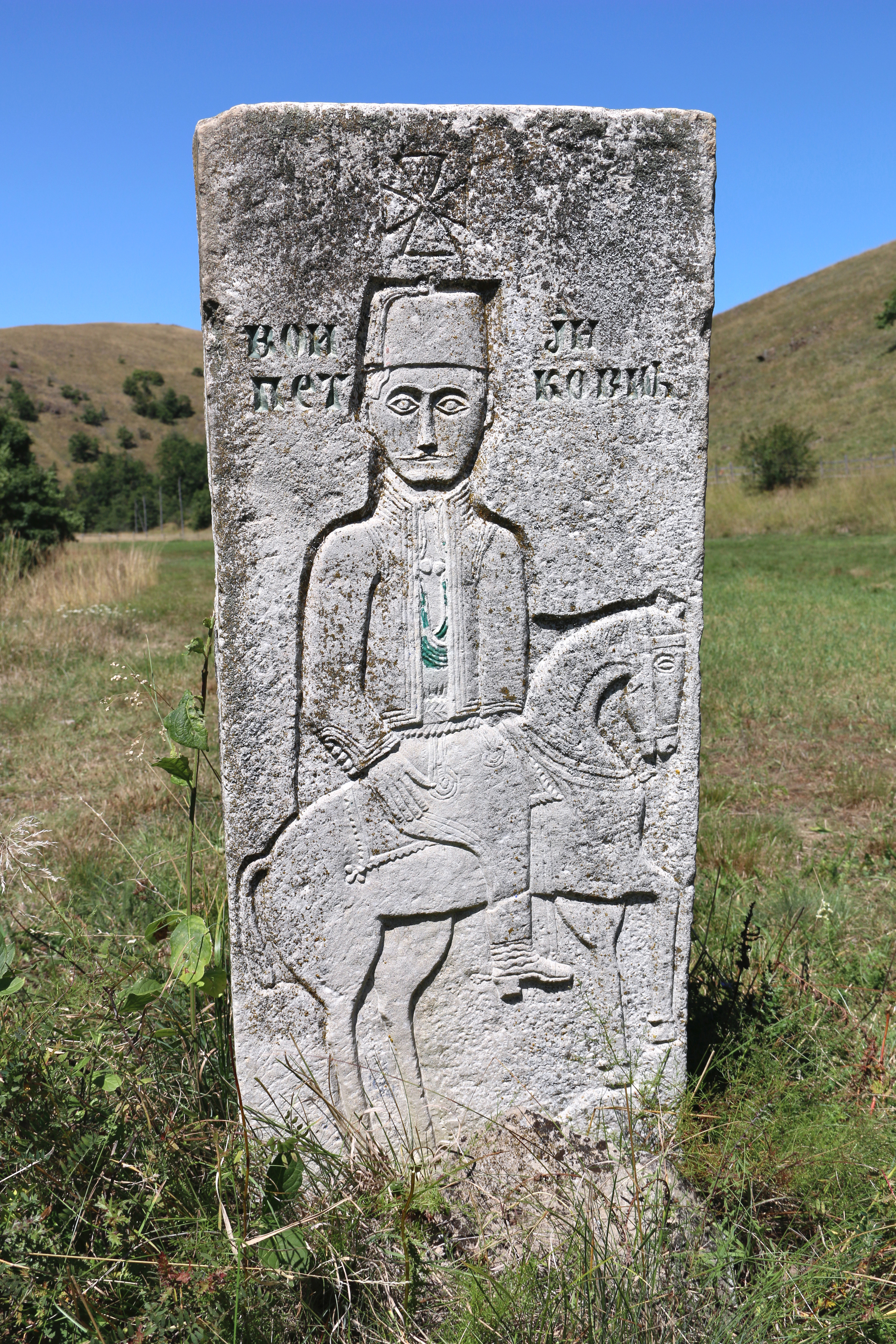
Krajputasz we wsi Bogdanica
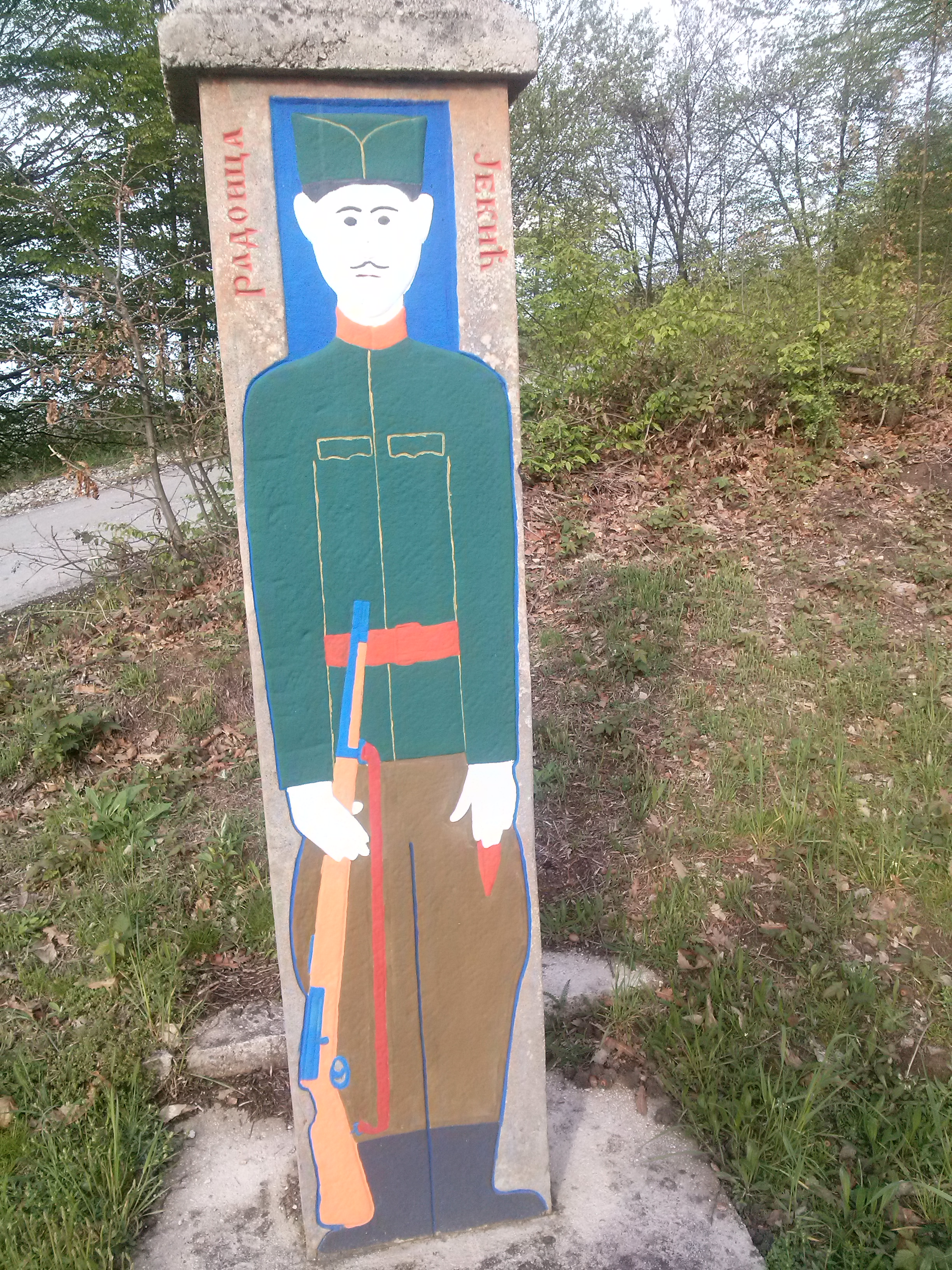
Krajputasz poświęcony Radoszy Jekiciowi
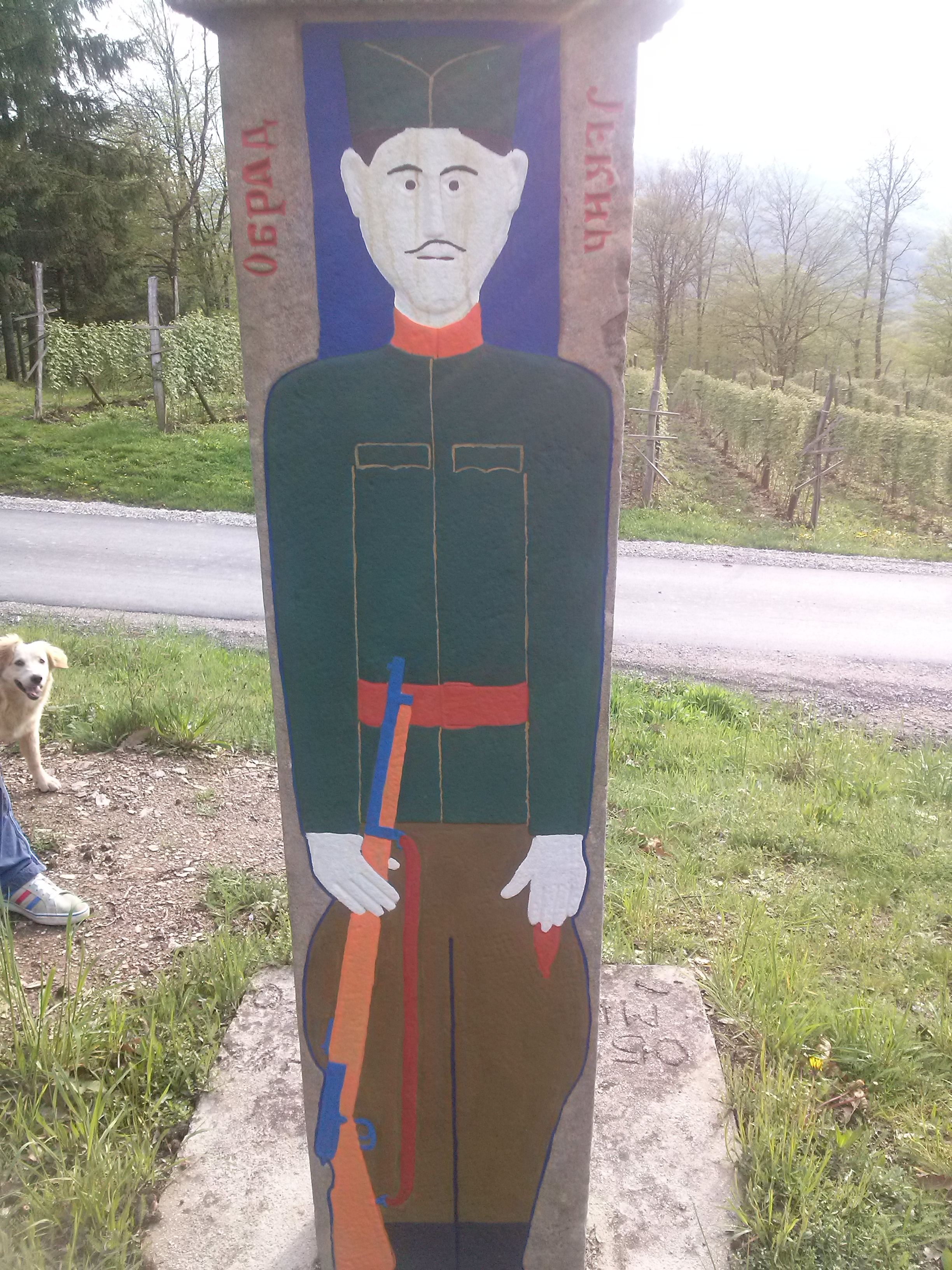
Krajputasz poświęcony Obradzie Jekiciowi
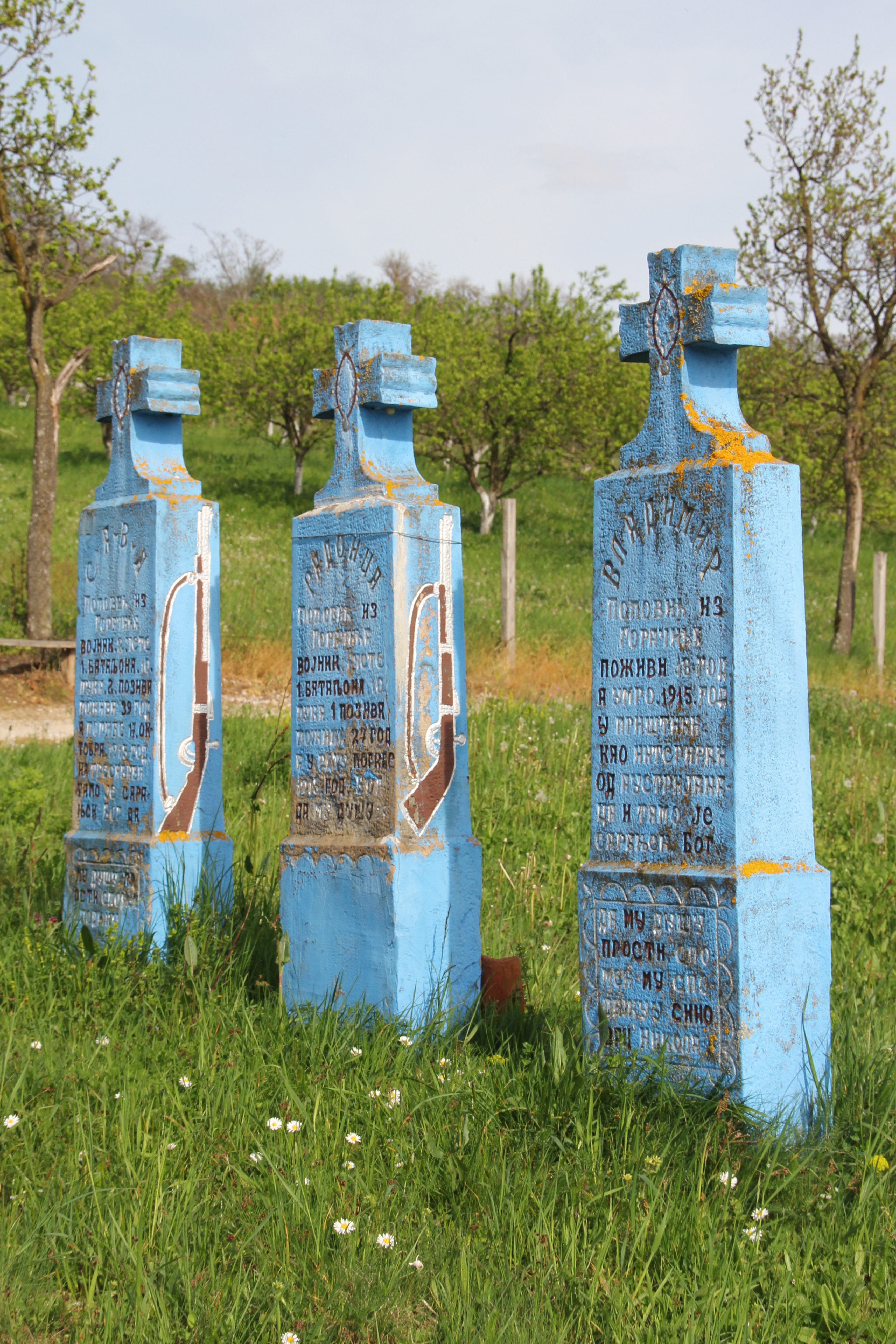
Krajputasze we wsi Goračići
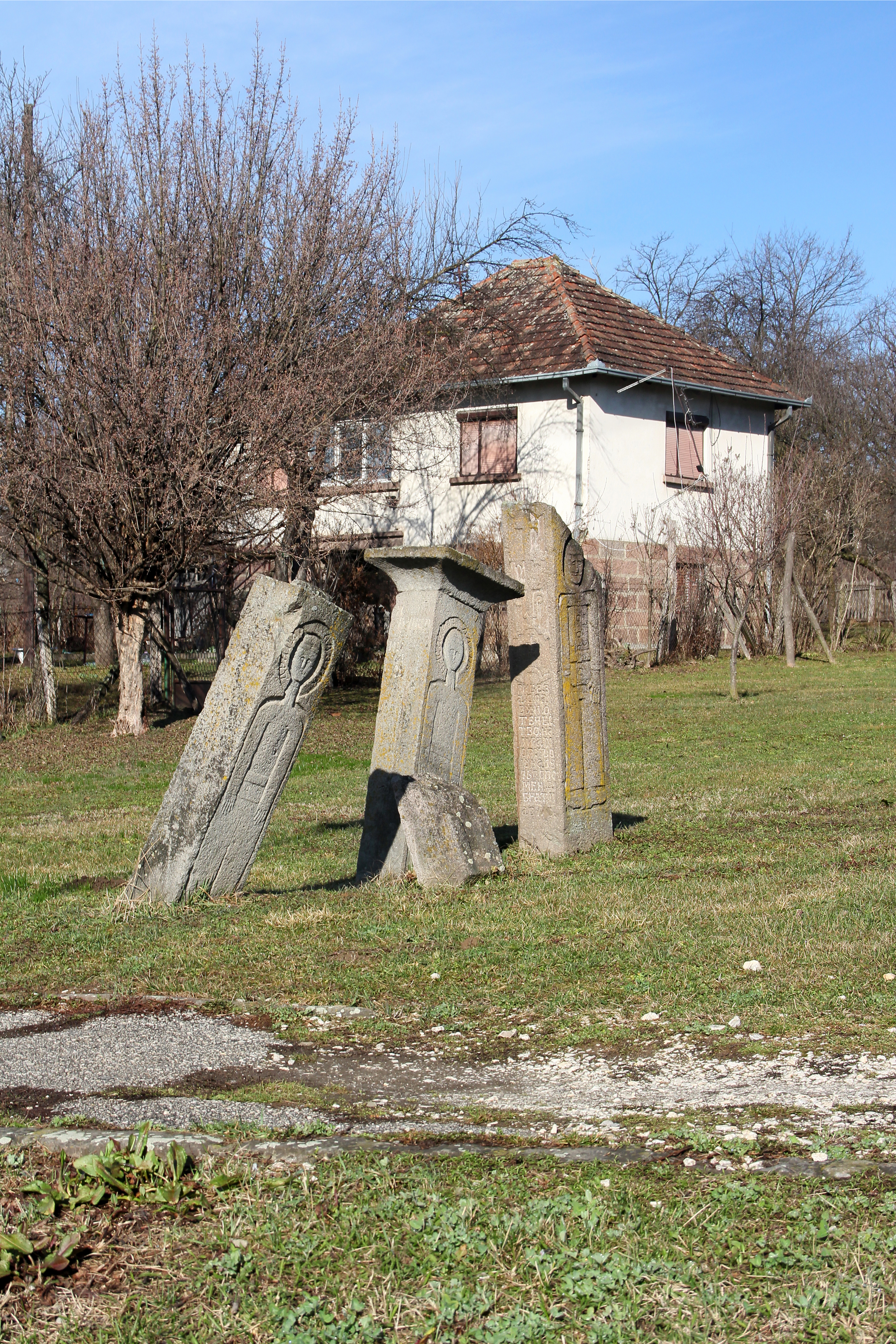
Zespół krajputaszy w pobliżu wsi Gornji Milanovac
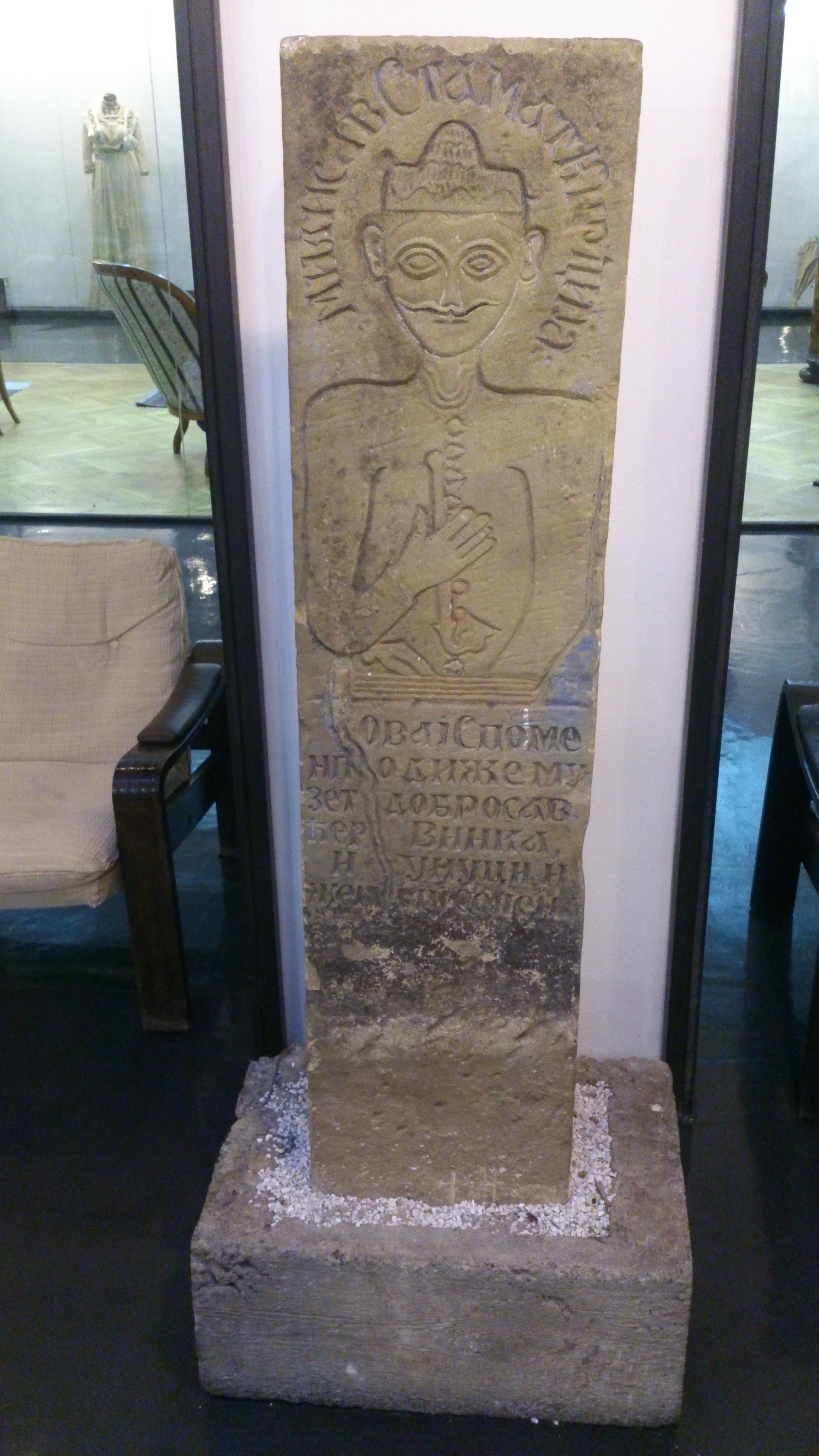
Krajputasz ze zbiorów Muzeum Etnograficznego w Belgradzie